# Eadbald Kentski
Eadbald Kentski  (? - 640.) (staroengleski: Ēadbald) je anglosaski vladar na Britaniji. Kraljevao je Kentom od 24. veljače 616. godine sve dok nije umro 640. godine.
Bio je sin kentskog kralja Ethelberta i franačke kraljevne iz dinastije Merovinga sv. Berte, kćeri merovinškog kralja Hariberta  te brat Ethelburge. Budući da je njegova mati utjecala na njegova oca da se pokrsti i ostavi anglosaskog poganstva, bio je prvim anglosaskim vladarom koji se je rodio kao kršćanin. Njegov je otac postigao da je za njegove vlasti Kent dobilo prevlast na području Engleske. No, Eadbald nije poštovao kršćanske tradicije. Kad je došao na vlast, to je unatražilo dosege kršćanstva, jer se je držao anglosaskog poganstva. Smatra se da je uz poganstvo ostao barem godinu, a možda čak i osam godina. Živio je u braku s pomajkom. Na kršćanstvo su ga preveli jedan od ovo dvoje canterburyjskih nadbiskupa: Lovro ili Justin. Na Crkveno inzistiranje, rastavio se od svoje pomajke.
Radi političko-diplomatskih razloga oženio je franačku kraljevnu Emu (Ymme), koja mu je rodila sinove Eocenberta i Eormenreda te kćer Eanswith. Sestru Ethelburgu je dao udati za Edvina Northumbrijskog, kralja Deire i Bernicije, prvog kralja Angla koji se je pokrstio te kralja koji je postao prvim bretenanwealdaom Anglosasa. Nećakinju Enfledu je udao za northumbrijskog kralja Oswiua. Radi osiguranja boljih odnosa s Istočnom Anglijom, sin Eocenberta je oženio za Seksburgu, kćer istočnoanglijskog kralja Anne. Na taj je način brakovima osigurao mir u susjedstvu, što se u slučaju Northumbrije nastavilo i za Edvinova sina Osvalda.
Iako Kent nije bio utjecajan i moćan kao za kraljevanja njegova oca, izvori su zabilježili da Kent nije bio dijelom kraljevstava kojima je dominirao bretenanwealda Edvin Northumbrijski. No, kad je Eadbaldova sestra Ethelburga pobjegla u Kent nakon Edvinove smrti 633. godine, poslala je djecu u Franačku zbog njihove sigurnosti i jer se bojala spletaka njena brata Eadbalda i Edvinova nasljednika Osvalda Northumbrijskog.